# Phaeophilacris chopardiana
Phaeophilacris chopardiana är en insektsart som beskrevs av Johann Heinrich Kaltenbach 1983. Phaeophilacris chopardiana ingår i släktet Phaeophilacris och familjen syrsor. Inga underarter finns listade i Catalogue of Life.